# Melionica
Melionica là một chi bướm đêm thuộc họ Noctuidae.

## Loài
- Melionica mulanjensis Hacker & Legrain, 2006
- Melionica pallescens Hacker & Legrain, 2006
- Melionica subrubella Hacker & Legrain, 2006